# Dryhliw
Dryhliw (ukr. Дриглів, hist. pol. Dryłów) – wieś na Ukrainie, w obwodzie żytomierskim, w rejonie żytomierskim, w hromadzie Cudnów. W 2001 liczyła 398 mieszkańców, spośród których 396 wskazało jako ojczysty język ukraiński, a 2 rosyjski.